# Benigno Ángel Quevedo Gil
Benigno Ángel Quevedo Gil, conocido como Nino Quevedo (Madrid, 1929 - id. 24 de julio de 2006), fue un escritor, guionista y director de cine español.
Destacó con su primera película, Goya: historia de una soledad de 1971, con Paco Rabal y Marisa Paredes en la primera aproximación cinematográfica  a la figura del pintor Francisco de Goya. Del resto de su filmografía destacan la producción de La tía Tula en 1964, adaptación de la obra de Miguel de Unamuno dirigida por Mario Picazo con interpretación de Lola Gaos e Irene Gutiérrez Caba, y Vivir Mañana de 1983 con Pilar Bardem y Antonio Ferrandis entre otros.
En 1961, su novela Las noches sin estrellas fue publicada en la "Colección Áncora y Delfín", tras obtener el tercer lugar en la convocatoria del Premio Nadal de 1960.

## Obra

### Filmografía
- Futuro imperfecto (1985)
- Vivir mañana (1983)
- Como la uña de la carne (1978)
- Suave, cariño, muy suave (1978)
- Silos, siglos (1977)
- Canción de la trilla (1975)
- Castilla eterna (1975)
- Oh tierra triste y noble (1975)
- Goya, historia de una soledad (1971)
- Crónica en negro y oro (1970)
- Caminos de Castilla (1968)
- Encuentro con Tolaitola. Toledo árabe (1968)
- Fiesta de nieve en Castilla (1968)
- Fiesta en el Sella (1968)
- Voz y silencio del Sella (1968)
- La busca (1967)

De sus escritos sobresale la colección de relatos Fuera de combate (Premio Antonio Machado, 2001) y La ciudad de barro y oro, novela que obtuvo el Premio Sésamo en 2003
- Datos: Q5725756